# Polock
Polock (blr. По́лацк) je grad u Bjelorusije i administrativni centar istoimenog okruga. Jedan je od najstarijih i najljepših gradova u Bjelorusiji i drevni grad Kijevske Rus. Nalazi se na ušću rijeke Palače u Zapadnu Dvinu. Prema popisu iz 2009. u gradu živi nešto preko 82 000 stanovnika. Zahvaljujući brojnim crkvama i manastirima nosi epitet duhovnog centra Bjelorusije. Tamo su rođeni Francysk Skaryna i sv. Efrosinija Polocka, koji su među najvažnijim bjeloruskim povijesnim osobama.

## Povijest
Grad Polock prvi se put spominje u pisanim dokumentima 862. godine kao "Polotesk". Na njegovim temeljima je sredinom 10. stoljeća nastala moćna Polocka kneževina. Prvi poznati vladar kneževine bio je Ragvalod Polock (umro oko 978. godine). Godine 992. osnovana je Polock eparhija (po nekim izvorima to se dogodilo 1104.).

Najmoćniji vladar kneževine bio je knez Višeslav Brjanislavič (1044. – 1101.) i za vrijeme njegove vladavine izgrađen je hram svete Sofije, jedan od najstarijih i najljepših hramova Ruske Pravoslavne Crkve. Višeslavov sin Boris je na ulaz u hram postavio veliku stijenu na kojoj je dao uklesati podatke o hramu koji su vidljivi i danas. 
Višeslavova unuka, redovnica Efrosinija je 1125. godine osnovala ženski manastir (danas spasenjski manastir svete Efrosinije) a po njezinoj želji, veliki majstor Lazar je napravio prijestolni križ (remek djelo bjeloruske ranokršćanske umjetnosti) koji je simbol i zaštitnik današnje Bjelorusije (Križ sv. Efrosinije Polocke). 
Godine 1240., Polock je izgubio svoju samostalnost i postao vazalni posjed litvanskih prinčeva. U narednim desetljećima grad je prelazio iz ruke u ruku raznih osvajača iz susjednih kneževina i svi su za sobom ostavljali neke materijalne tragove (krajem 19. stoljeća u gradu se nalazilo čak 23 židovskih sinagoga, 0,8 pravoslavnih hramova, te katolička i luteranska crkva).
U sastav Bjeloruske SSR grad je ušao 1924. godine. Tijekom Drugog svjetskog rata, grad je bio okupiran od strane vojske nacista i dijelio je tragičnu sudbinu ostalih bjeloruskih gradova. Od 1991. nalazi se u sastavu Republike Bjelorusije.
Obližnji industrijski grad Navapolack osnovan je 1958. godine.

## Znamenitosti
Polock je grad prepun srednjovjekovnih crkava i manastira i drugih starih građevina neprocjenjive kulturne vrijednosti:
- Sofijski sabor (građen od 1044. do 1066., a obnovljen 1710.) jedan je od najstarijih hramova Ruske Pravoslavne Crkve (zajedno s kijevskim i novgorodskim crkvama) i najstarija kamena građevina u današnjoj Bjelorusiji koja je još u funkciji.
- Spaso-Efrosinijski manastir (osnovan 1128. godine) manastirski je kompleks koga čine tri crkve.
- Bogojavljenski manastir osnovan je 1582. godine.